# Vuelo 197 de Tara Air
El vuelo 197 de Tara Air fue un vuelo nacional nepalí programado operado por Tara Air para la subsidiaria Yeti Airlines desde el aeropuerto de Pokhara al aeropuerto de Jomsom. El 29 de mayo de 2022, la aeronave Twin Otter que transportaba a 22 personas (19 pasajeros y 3 tripulantes), perdió contacto con los controladores aéreos a las 10:07 hora local. El avión se estrelló en el distrito de Mustang. No hubo supervivientes.
Este fue el segundo accidente mortal de Tara Air en esta ruta, después del vuelo 193 de Tara Air en 2016. Se sabe que Tara Air es una de las aerolíneas más inseguras del mundo.

## Aeronave

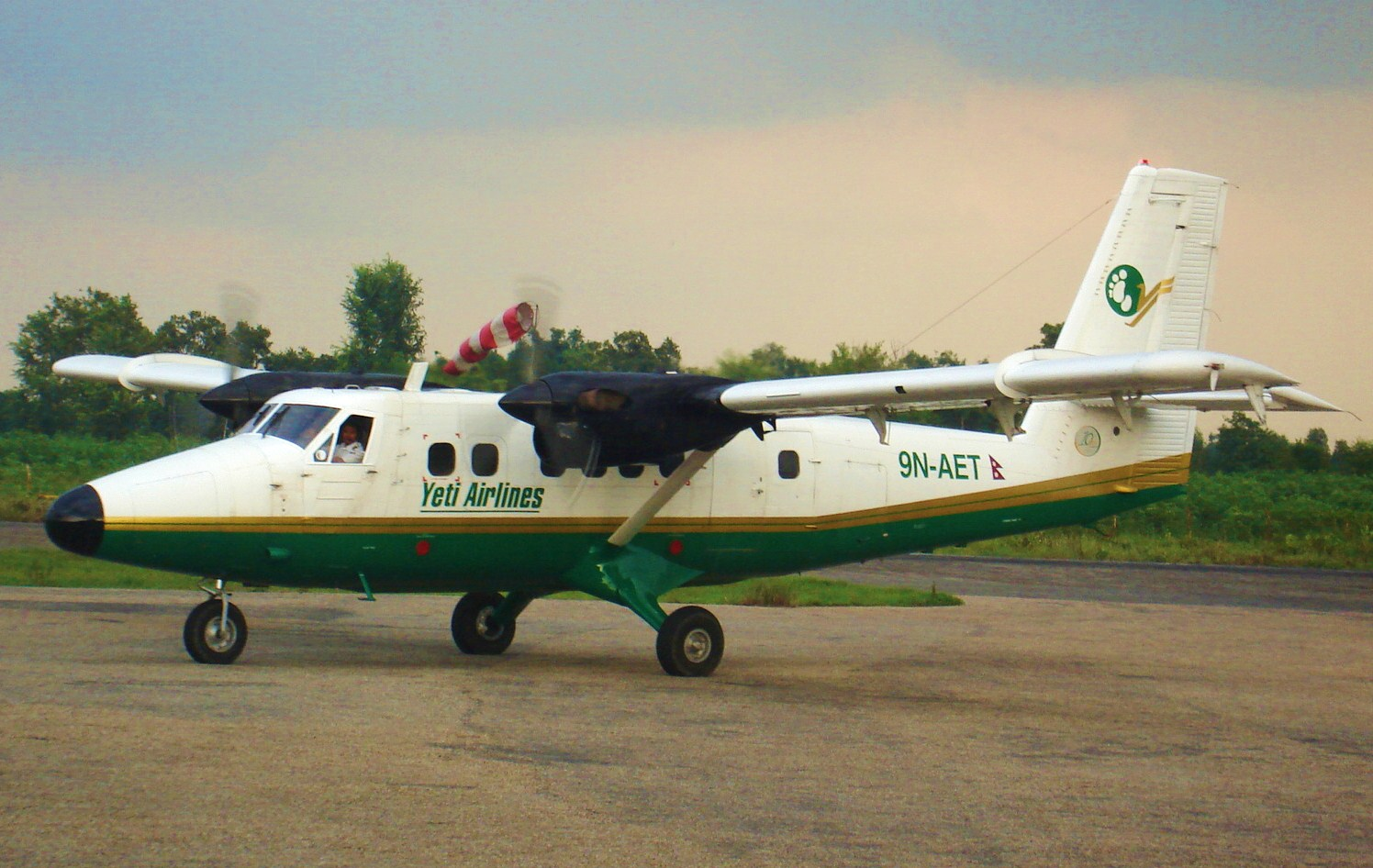
La aeronave involucrada en el accidente, en agosto de 2009 en el aeropuerto de Simara mientras aún estaba en servicio con la empresa matriz Yeti Airlines.

Según Flightradar24, la aeronave accidentada era un De Havilland Canada DHC-6 Twin Otter registrado con el número 9N-AET. Hizo su vuelo inaugural en abril de 1979.

## Accidente
El avión despegó de Pokhara a las 9:55 a. m. hora local y estaba programado para aterrizar en el aeropuerto de Jomsom a las 10:15 a. m. Según la Autoridad de Aviación Civil de Nepal (CAAN), perdió contacto con los controladores de tráfico aéreo a las 10:07 am, sobre Ghorepani, distrito de Myagdi. El vuelo llevaba 22 ocupantes, 13 nepalíes, cuatro indios y dos ciudadanos alemanes. Había dos pilotos y un asistente de vuelo entre los 13 nepalíes en el vuelo. NDTV declaró que los cuatro pasajeros indios eran miembros de la misma familia en Mumbai.

## Respuesta de Emergencias
Los esfuerzos de búsqueda se vieron obstaculizados inicialmente por las malas condiciones climáticas. La CAAN dijo que un helicóptero de búsqueda de Jomsom hizo un viaje de regreso debido al clima. Los esfuerzos de búsqueda también fueron realizados por Kailash Air, pero no lograron localizar la aeronave. La ubicación del teléfono del capitán fue rastreada por personal de búsqueda y rescate con la ayuda de Nepal Telecom. Un portavoz de Yeti Airlines dijo que los datos de seguimiento indican que la última ubicación del teléfono fue en las cercanías de Lete, un pueblo en el distrito de Mustang. La CAAC dijo que un transmisor de localización de emergencia ha reducido la posible última ubicación conocida alrededor del área de Khaibang. 
Los lugareños de Lete informaron a la policía de un "sonido inusual" cerca del pueblo. Un oficial de policía dijo que la policía enviaría un helicóptero al área. Un controlador de tráfico aéreo en el aeropuerto de Jomsom también informó haber escuchado un fuerte ruido en el momento de la desaparición. 
Cinco horas después de que se informara de su desaparición, los restos del avión se encontraron cerca de Kowang, un pueblo en el distrito de Mustang. Los residentes informaron haber visto el avión en llamas al pie del monte Manapathi, cerca de la desembocadura de un río. Un oficial del ejército nepalí dijo que el personal se dirigía al lugar del accidente.
Los esfuerzos de búsqueda y rescate se cancelaron más tarde ese día debido a la nevada en el lugar del accidente sospechoso. 

## Reacciones
La embajada india en Nepal publicó un tuit sobre la desaparición poco después de que se informara. Funcionarios de la embajada dijeron que estaban "manteniéndose en contacto" con las familias de los cuatro ciudadanos indios que viajaban en el vuelo.

## Investigación
Según el informe final publicado por la Comisión de Investigación de Accidentes de Aeronaves el 13 de mayo de 2023, la causa probable del accidente fue la falla de la tripulación de vuelo en monitorear y mantener la trayectoria de vuelo adecuada mientras volaba inadvertidamente en condiciones meteorológicas instrumentales (IMC) con el sistema de advertencia y prevención del terreno (TAWS) de la aeronave inhibido, lo que resultó en un accidente de vuelo controlado contra el terreno (CFIT).

### Factor material
Los datos registrados mostraron que la tripulación de vuelo había seleccionado la función "TAWS INHIBIT" durante todo el vuelo registrado, por lo que se desactivaron las alertas predictivas de terreno frontal (FLTA), impacto inminente en el terreno (ITI) y alerta de descenso prematuro (PDA). Solo estaban activas las alertas del sistema de advertencia de proximidad al suelo (GPWS), que se anunciaron aproximadamente 3 segundos antes del impacto. El TAWS no recibía la altitud GPS como fuente principal de información, aunque estaba configurado para ello. Si el TAWS no se hubiera inhibido con la configuración correcta, se habrían emitido varias alertas TAWS en tres ocasiones durante el vuelo, y la tripulación habría tenido tiempo suficiente para comprender la situación tras las primeras alertas TAWS y tomar las medidas correctivas necesarias para evitar un accidente. La aeronave estaba equipada con aviónica de última generación y podía volar en condiciones IMC. La CAAN ha ordenado instalar dicho equipo avanzado y también las tripulaciones están capacitadas en el funcionamiento de dicho equipo, pero la CAAN no permite volar en IMC para vuelo visual normal de manera legal, ni siquiera en fases críticas del vuelo.

### Factor humano
El piloto al mando tenía 62 años y el copiloto era relativamente joven y con muy poca experiencia. Este era el segundo vuelo del copiloto en ese sector, lo que supuso una presión adicional para el piloto al mando durante el vuelo. Volaban a gran altitud, en una ruta difícil y con condiciones meteorológicas adversas. La asignación de la tripulación no era satisfactoria dada la naturaleza del vuelo y la pendiente en cabina era alta. El piloto principal había asumido prácticamente todas las funciones relacionadas con el vuelo, incluyendo pilotaje, monitorización y comunicaciones. Además, el copiloto no tenía asignada ninguna función operativa y, según la grabadora de voz de cabina, el piloto al mando no respondió a sus indicaciones sobre la desviación de la trayectoria, y el piloto al mando tardó demasiado en recuperar la trayectoria cuando se percató del hecho. La gestión de los recursos y la carga de trabajo de la tripulación fueron deficientes. El copiloto no supervisó ni impugnó eficazmente la decisión del piloto principal, lo que provocó el accidente. El piloto al mando estaba sobrecargado con todas las tareas en cabina mientras lidiaba con las condiciones meteorológicas inesperadas, lo que redujo significativamente su rendimiento y contribuyó a que no tomara las decisiones adecuadas al abordar la situación anormal. Además, el piloto al mando creyó erróneamente que la luz que había visto desde la cabina era un área visual segura para proceder hacia allí.